# ゴッド・オブ・ウォー 落日の悲愴曲
『ゴッド・オブ・ウォー 落日の悲愴曲』 (God of War: Chains of Olympus) とはレディアットドーンが開発したPlayStation Portable（以下、PSP）用3Dアクションアドベンチャーゲームである。

## 概要
『ゴッド・オブ・ウォー』シリーズ初の携帯機向け作品。
オリンポスの神に主人公のクレイトスが仕えていた10年間の中で起こった出来事を描いており、シリーズの中では最も初期の物語を描く。
PSP用ソフトとしては初めて、CPUクロックのリミッターを外した333MHzでの動作を実現しており（通常のソフトは222MHz）、グラフィックの描画などが高評価を得ている。

## ストーリー
古代ギリシア時代、スパルタの勇猛な戦士であった主人公・クレイトスは、蛮族との戦いで死に瀕した際、軍神アレスに魂を売り、神にも及ぶ強さを手に入れた。それ以降、彼はその力を大いに奮い残虐の限りを尽くしたが、唯一、妻子にのみは心を許していた。
だがある時、アレスの策略によって彼はその妻子を殺してしまう。復讐に狂ったクレイトスはアレスと袂を分かち、オリンポスの神々に仕え、その苦しみから逃れる方法を求めて戦いに身を投じる。
ある日、アッティカにてペルシャ軍が解き放ったバジリスクとの戦いを征したクレイトスだったが、その瞬間、世界が闇に包まれる。
アテナによると、太陽神ヘリオスが何者かによって攫われてしまい、夢の神モルペウスの力が相対的に強まってしまったことで、世界が夜に包まれているのだという。
クレイトスは、太陽の光を取り戻すため行動を開始する。ヘリオスの妹にして曙の女神エオスによると、ヘリオスを馬車から引きずりおろしたのは、かつて神々との戦いに敗れて今は冥界に幽閉されているはずのタイタン族のアトラスだという。
クレイトスはアトラスとヘリオスの足取りを辿り、やがて冥界へとたどり着く。そこに待っていたのは、復讐に燃える冥界の女神ペルセポネと、亡き娘の魂だった……。

## ゲームシステム
PlayStation 2に比べて、ハードの性質上ボタン数が減少しており、それに合わせて一部操作方法に変更が加えられているが、基本的には据え置きハード向けシリーズタイトルと同様のシステムを持つ。
デモ中に指示通りのボタン入力を行うことで敵を攻撃するCSアタックや、武器をオーブを集めて強化していくシステムも健在。ただし、今作ではサブウェポンは1つのみであり、これが持つ多様な機能をそれぞれ強化していくことになる。

### 武器・魔法一覧
ブレイズ・オブ・カオス
クレイトスの通常装備で、主人公の運命を束縛する軍神アレスとの契約の証。両腕に巻きつけられた伸縮自在の鎖で2本の剣を操る鎖鎌とヨーヨーを合わせたような性質を持つ。レベルアップすると新しい技が使えるようになり、攻撃力も上昇する。最初は灰色の剣身だが、レベルが上がる度に炎の様な赤褐色に染まっていく。
ガントレット・オブ・ゼウス
かつてゼウスが、タイタン族を冥界に封印する鎖を操る際に使った篭手。強大な雷の力を持っており、攻撃の際に生じる隙は大きいものの、ブレイズ・オブ・カオスなどでは壊せない壁や岩を壊す威力を持つ。また、オーブで強化していくことで、強力な範囲攻撃である「オリンピック・サンダー」、相手に向かって強力な放電を行う「ライトニング・スラッシュ」、高速で相手へ接近し攻撃する「オリンピック・ストライク」など、多彩な攻撃を行うことが可能になる。
カロンやペルセポネを消滅させるなど、今作で大いに活躍するが、ラストでアテナに回収されてしまうため、第1作には受け継がれない。
太陽の盾
エオスより授かった、ヘリオスが所有する盾。第2・3作の「金羊の毛皮」同様、防御に優れている。最初は敵の攻撃を弾くだけだが、オーブで強化していくことで強力なカウンター攻撃が可能となる。また、プロメテウスが人類に与えた「原始の炎」を入手することで、弓矢やビーム攻撃を敵に跳ね返すことができるようになる。
ペルセポネの邪な力を打ち消すなど、今作で大いに活躍するが、ラストでヘリオスに回収されてしまうため、第1作には受け継がれない。
イフリート
ペルシャ王討伐後に入手する魔法。ランプの精「イフリート」の炎の力を纏い、炎の拳で敵を焼き尽くす。第1作の「ポセイドン・レイジ」同様、一定期間無敵状態となる。
ライト・オブ・ドーン
「原始の炎」入手後に習得する、太陽の力で光の球を創り出して敵に投げる魔法。第1作の「ゼウス・フューリー」同様、遠距離の敵との戦闘に秀で、レベルアップすることで連射や力のチャージが可能となる。
カロン・ラス
カロン討伐後に習得する魔法。カロンの仮面から緑色の炎を放ち、近くの敵を焼く。遠距離の敵には効果がないが、レベルアップすることでさらに多くの敵を焼くことができる。

## キャラクター
- クレイトス/声:玄田哲章

もとは人間であったが、軍神との契約によって神をも殺す力を得た主人公。ギリシャ神話の神クラトスがモデル。尚、クラトスはギリシア語で「力」を意味する。
第1作において、アレスへの復讐を本格的に開始するが、今作はその前の時点の物語であり、妻子を殺した苦しみからの解放を求め、ひたすらオリンポスの神々の命令のままに戦いを繰り広げている。
今作で、娘の魂と再会するが、世界を救うために苦渋の決断を迫られる。また、『ゴッド・オブ・ウォーIII』などにも登場するハデスやアトラスとの因縁は、今作で生まれることとなる。
- アテナ/声:魏涼子

復讐に燃えるクレイトスを導く女神。アレスの打倒をもくろんでいる。
今作ではモルペウスの台頭を防ぐべく、クレイトスにヘリオス救出を命令する。
- ペルセポネ/声:甲斐田裕子

冥界の女神にして、ハデスの妻。ハデスと望まぬ婚約をさせられたことから、オリンポスの神々を恨んでおり、アトラスを操って太陽の光を奪ったばかりか、世界を支えている柱を破壊させて、すべての滅亡を企んでいる。また、カリオペの魂を握っており、クレイトスに彼女を追わせてエリュシオンへと封じ込めることで、自らを邪魔させないように企んでいる。
今作の物語の黒幕にしてラスボス。普段はドレスを着ているが、戦闘時には黒い羽と甲冑を身に着けて戦う。強大な力の他に、相手を抱擁して抵抗する力を奪いアトラスに止めを刺させるという能力も用いる。
- アトラス/声:楠見尚己

地獄タルタロスに幽閉されていたタイタン族。ペルセポネに唆され、ヘリオスを馬車から引きずりおろした上、その力で世界を支える柱を破壊しようとする。ペルセポネが倒されると、自らが壊した柱の代わりとなって世界を支え続けることになってしまった。そして、彼女の甘言に乗った末にこのような末路を辿ることになったことを自嘲しながら、自分と同様に神との誓約で活動しているクレイトスに、神との誓約がいかに危険で自分たちに不利なものかを語った。
今作ではクレイトスと戦うものの、後の作品では彼に魔法を授けるなど、ある程度の協力関係を築くことになる。
- ハデス

冥界を支配する神。後にクレイトスに自身の力である「ハデスの軍勢」を与えるが、今作で妻を殺害されたことが原因の一つとなって、最終的に彼とは対立することになる。
- カリオペ/声:永嶌花音

今は亡き、クレイトスの娘。その魂は、ペルセポネによって、冥界のエーリュシオンに安置されている。
エーリュシオンに入るには、全ての力を捨てて聖なる門をくぐる必要があり、クレイトスが彼女と再会しようとした場合、ペルセポネを止める力を失うことを意味していた。クレイトスは最終的に、ペルセポネを止めずに娘と共に世界の最期を迎えるか、娘との再会を未来永劫捨ててでも力を取り戻してペルセポネを止めるか、を選ばされることになった。
名前は文芸の女神ムーサの一人カリオペーにちなむ。
- カロン/声:麦人

三途の川「ステュクス」の渡し守。ミイラ化した老人男性のような風貌をしており、大鎌と魔法の仮面を操る。彼もまた己の苦痛からの解放を望み神々と誓約を交わしてこの仕事をしているが、今ではもう諦めているようである。
最初はその圧倒的な力でクレイトスを打ち破ってタルタロスへ落とすも、ガントレット・オブ・ゼウスを手に入れて戻ってきたクレイトスに逆襲され、上半身のみとなってまで抗うも最終的に撲殺された。
- エオス/声:坂本真綾

暁を司る女神でヘリオスの妹。太陽神である兄に先駆けて天空を馳せる役割を持つ。アトラスによって太陽の力が奪われたことにより神々の中でも非常に衰弱するが、兄を救うためクレイトスに太陽の盾と原始の炎を授ける。
- ヘリオス/声:中村浩太郎

タイタン族ヒュペリオンの息子で太陽神。アトラスやハデスの従兄弟。風神たちの名を持つ炎の軍馬の引く太陽の戦車に跨り世界全体を照らしている。その太陽の力は世界を破壊しかねないほど強大とされる。その力に目をつけたペルセポネと結託したアトラスによって天空から引きずり降ろされるも、クレイトスによって救出される。
しかし第3作ではこの恩を仇で返す事になる。
- ヒュペリオン

光明を司るタイタン族で、ヘリオス・エオスの父。兄弟たちと共にゼウス達に挑むも敗れ、一千年もの間タルタロスに幽閉される事となった。
- モルペウス

夢を司る邪神。ヘリオスが拉致された混乱に乗じて神々を深い眠りに落とし、世界を支配しようと企んだ（しかしモルペウス自身も、その裏に隠された陰謀を全く知らなかった）。クレイトスが使命を全うし、ヘリオスの力が再び世界を照らしたことにより、再び闇へと退いていった。

## 移植
ゴッド・オブ・ウォー 落日の悲愴曲&降誕の刻印 HDコレクション
2011年10月6日発売。今作と『降誕の刻印』のPSPタイトル2作品をセットにしてPS3に最適化移植したもの。
グラフィックは720Pになり、シリーズでは初めて3D立体視に対応。トロフィー機能も追加された。3D対応、トロフィー、DualShock対応など、PS3向けに手が加えられている。